# The Three Musketeers (serie de televisión)
The Three Musketeers (en hangul, 삼총사; en hanja, 三銃士) también conocido en español como Los tres mosqueteros, es una serie sageuk surcoreana emitida originalmente en 2014 por la cadena de cable tvN y protagonizada por Jung Yong Hwa, Lee Jin Wook, Yang Dong Geun, Jung Hae In y Seo Hyun Jin.
Fue emitida en su país de origen desde el 17 de agosto hasta el 2 de noviembre de 2014, con una longitud de 12 episodios al aire los días domingos a las 21:00 (KST). Esta levemente basada en la novela «Los tres mosqueteros» de Alexandre Dumas, pero a diferencia de la original, que se sitúa en Francia de Luis XIII, esta se basa en la era Joseon, donde sirven al Príncipe heredero Sohyeon.
Tuvo un presupuesto de diez millones de dólares, y originalmente estuvo planeada para tres temporadas, pero debido a la baja audiencia finalmente se emitió solo una.

## Reparto

### Personajes principales
- Jung Yong Hwa como Park Dal Hyang.[7]
- Lee Jin Wook como el príncipe Sohyeon[8]
- Yang Dong-geun como Heo Seung Po.
- Jung Hae In como Ahn Min Soo.

### Personajes secundarios
- Seo Hyun Jin como Kang Yoon Seo.[9]
- Yoo In-young como Jo Mi Ryung.
- Kim Myung Soo como el rey Injo.
- Park Yeong-gyu como Kim Ja-jeom.
- Jeon No Min como Choi Myung Kil.
- Lee Kyun como Pansoe.
- Kim Sung Min como Ingguldai.
- Park Sung Min como No Soo.
- Kim Seo Kyung como Ma Bo Dae.
- Jung Yoo Suk como Park Ji Won.
- Choo Ae Jin como Tan Yi.
- Woo Hyun como el padre de Park Dal-hyang.
- Kim Sun-young como la madre de Park Dal-hyang.
- Lee Jun-hyeok.
- Kim Bup-rae como Yoon Jung-guk.

## Producción
Las grabaciones comenzaron el 1 de julio de 2014, anteriormente Lee Jin Wook, el director Kim Byung Soo y el guionista Song Jae Jung trabajaron en la serie de 2013 «Nine: Nine Time Travels».
Fue uno de los proyectos más ambiciosos de tvN, con un presupuesto de diez millones de dólares y tres temporadas de doce episodios cada una, incluyendo como lugar de grabación a China en la segunda temporada, cosa que nunca sucedió debido a la poca audiencia, de modo que solo se mantuvo en pantalla durante 12 episodios; a esto se sumó el hecho de que el canal se enfocó completamente en el éxito de Misaeng, dejándola completamente de lado.

## Audiencia
| Ep.      | Fecha de emisión         | Título                                           | Share Nacional | Share Nacional |
| Ep.      | Fecha de emisión         | Título                                           | AGB Nielsen    | AGB Nielsen    |
| -------- | ------------------------ | ------------------------------------------------ | -------------- | -------------- |
| 1        | 17 de agosto de 2014     | Primer encuentro                                 | 1.82 %         |                |
| 2        | 24 de agosto de 2014     | Los tres mosqueteros                             | 1.386 %        |                |
| 3        | 31 de agosto de 2014     | Misión secreta                                   | 1.461 %        |                |
| 4        | 7 de septiembre de 2014  | Proteger el cuello del general enemigo Ingguldai | 0.987 %        |                |
| 5        | 14 de septiembre de 2014 | Duelo                                            | 1.088 %        |                |
| 6        | 21 de septiembre de 2014 | Comandante Kim Ja Jeom                           | 1.007 %        |                |
| 7        | 28 de septiembre de 2014 | Mi Ryung y Hyang Sun                             | 1.157 %        |                |
| 8        | 5 de octubre de 2014     | Deseo de la princesa heredera                    | 0.794 %        |                |
| 9        | 12 de octubre de 2014    | Ejecución Inmediata                              | 1.027 %        |                |
| 10       | 19 de octubre de 2014    | Uno para todos y todos para uno                  | 1.368 %        |                |
| 11       | 26 de octubre de 2014    | Beso                                             | 1.758 %        |                |
| 12       | 2 de noviembre de 2014   | Carta del continente                             | 1.96 %         |                |
| Promedio | Promedio                 | Promedio                                         | 1.317 %        |                |

## Emisión internacional

### Televisión
- Birmania: SkyNet (2015).

### Streaming
- Estados Unidos: Dramafever.[12]
- Singapur: Viki.[13]